# Hiroshi Minagawa

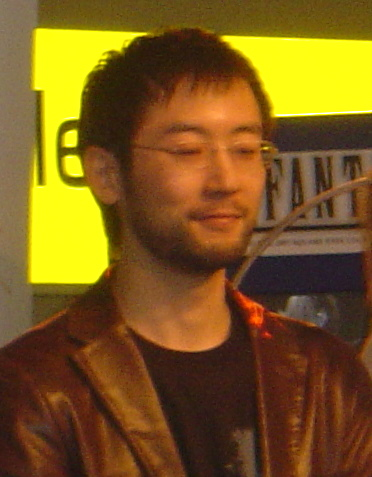
Hiroshi Minagawa.

Hiroshi Minagawa (nacido en 1970) es un artista de videojuegos que se unió a la empresa Square en 1995.

## Carrera
Minagawa había trabajado en Quest Corporation junto con sus colegas Yasumi Matsuno y Akihiko Yoshida antes de que todos decidieran cambiarse a Square en 1995. Continuó colaborando con sus compañeros de trabajo como director de arte de Final Fantasy Tactics y Vagrant Story. [1] [2] Para el proyecto Final Fantasy XII, fue originalmente el director gráfico y visual en tiempo real. [3] Sin embargo, cuando el director original Matsuno dejó la compañía debido a una enfermedad, Minagawa se encargó de dirigir el juego en cooperación con Hiroyuki Ito. [4] Sintió que la presión de trabajar en una entrega de Final Fantasy lo ayudó e influyó en sus decisiones. Minagawa disfrutó más el período en el que el equipo continuó con nuevas ideas, pero finalmente tuvo que decidir abandonar muchas características para terminar el juego.
Tras la adaptación de Final Fantasy Tactics, se tomó la decisión de rehacer Quest's Tactics Ogre: Let Us Cling Together. Minagawa dirigió el juego y asumió la laboriosa tarea de reunir a los miembros originales del personal de 1995, incluido Matsuno, que ahora trabajaban en diferentes compañías. [6] Al terminar su trabajo en el proyecto, se le pidió a Minagawa que se uniera al equipo de Final Fantasy XIV como interfaz de usuario principal y diseñador web. Esto fue parte de un plan para salvar el juego después de su recepción negativa inicial por parte de críticos y jugadores. El director Naoki Yoshida consideró el hecho de que uno de los directores de Final Fantasy XII ahora era el único responsable de un aspecto de Final Fantasy XIV, una indicación de cuán serio era Square Enix para mejorar el juego.

## Créditos de juegos
- Magical Chase: dirección artística y diseño de juego.
- Ogre Battle: dirección artística.
- Tactics Ogre: dirección artística.
- Final Fantasy Tactics: dirección artística.
- Vagrant Story:dirección artística.
- Final Fantasy XII: dirección artística.

## Trabajos

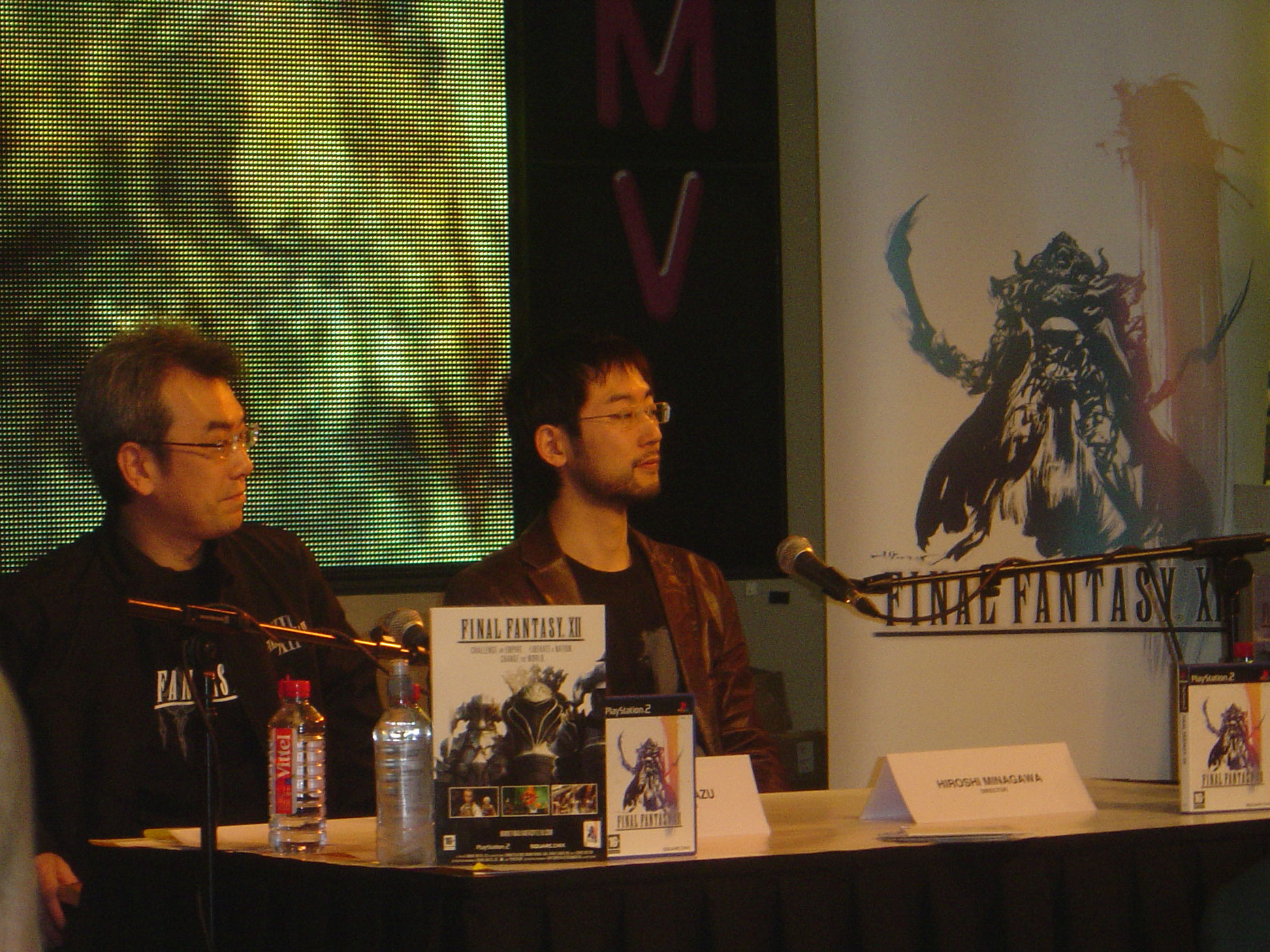
Hiroshi Minagawa (right) and Akitoshi Kawazu (left) at the Final Fantasy XII London Launch Event at HMV in 2007.

| Año  | Título                                            | Plataforma                                      | Créditos                                                                          |
| ---- | ------------------------------------------------- | ----------------------------------------------- | --------------------------------------------------------------------------------- |
| 1991 | Magical Chase                                     | PC Engine                                       | Director, game design, art direction, CG design                                   |
| 1993 | Ogre Battle: The March of the Black Queen         | Super Nintendo Entertainment System             | Art direction, main graphics design, image effects                                |
| 1995 | Tactics Ogre: Let Us Cling Together               | Super Nintendo Entertainment System             | Art direction, system CG design                                                   |
| 1997 | Final Fantasy Tactics                             | PlayStation                                     | Art direction, event direction                                                    |
| 2000 | Vagrant Story                                     | PlayStation                                     | Art direction, character model supervisor, artistic supervisor of menu and layout |
| 2000 | Final Fantasy IX                                  | PlayStation                                     | Special thanks                                                                    |
| 2003 | Final Fantasy Tactics Advance                     | Game Boy Advance                                | Artistic supervisor                                                               |
| 2006 | Final Fantasy XII                                 | PlayStation 2                                   | Director, visual design, character texture supervisor                             |
| 2007 | Final Fantasy Tactics: The War of the Lions       | PlayStation Portable                            | Original staff: Art director, event director                                      |
| 2007 | Final Fantasy XII International Zodiac Job System | PlayStation 2                                   | Director, visual design, character texture supervisor                             |
| 2007 | Final Fantasy Tactics A2: Grimoire of the Rift    | Nintendo DS                                     | Visual design supervisor                                                          |
| 2009 | Gyromancer                                        | Xbox 360, Windows                               | Special thanks                                                                    |
| 2009 | Final Fantasy XIII                                | PlayStation 3, Xbox 360                         | Crystal Tools development staff                                                   |
| 2010 | Final Fantasy XIV                                 | Windows                                         | Special thanks: Crystal Tools                                                     |
| 2010 | Tactics Ogre: Let Us Cling Together               | PlayStation Portable                            | Director                                                                          |
| 2013 | Final Fantasy XIV: A Realm Reborn                 | Windows, PlayStation 3, PlayStation 4, Mac OS X | Lead UI designer, lead web designer                                               |
| 2015 | Final Fantasy XIV: Heavensward                    | Windows, PlayStation 4, PlayStation 3, Mac OS X | Lead UI designer                                                                  |
| 2016 | Dragon Quest Builders                             | PlayStation 4, PlayStation 3, PlayStation Vita  | Supervisor                                                                        |
| 2017 | Final Fantasy XIV: Stormblood                     | Windows, PlayStation 4, Mac OS X                | Art director                                                                      |
| 2017 | Final Fantasy XII The Zodiac Age                  | PlayStation 4                                   | Supervisor                                                                        |
| 2019 | Final Fantasy XIV: Shadowbringers                 | Windows, PlayStation 4, Mac OS X                | Art director                                                                      |